# Powszechna Tunezyjska Unia Pracy
Powszechna Tunezyjska Unia Pracy (arab. ‏الاتحاد العام التونسي للشغل‎, fr. Union Générale Tunisienne du Travail, UGTT) – największa centrala związkowa w Tunezji, która została założona 20 stycznia 1946. W 2021 zrzeszała ponad 1 000 000 osób.

## Historia
UGTT jest stowarzyszona w Międzynarodowej Konfederacji Związków Zawodowych i Arabskiej Konfederacji Związków Zawodowych.
W ostatnich latach UGTT współpracował z trzema innymi organizacjami, tj. Tunezyjską Ligą Praw Człowieka – LTDH, Tunezyjską Konfederacją Przemysłu, Handlu i Rzemiosła – UTICA oraz Tunezyjskim Zakonem Prawników, wspólnie określanymi jako Tunezyjski Kwartet na rzecz Dialogu Narodowego, w celu rozwiązania sporu narodowego po rewolucji jaśminowej z 2011. Kwartet na rzecz Dialogu Narodowego został później ogłoszony laureatem Pokojowej Nagrody Nobla w 2015 „za decydujący wkład w budowę pluralistycznej demokracji w Tunezji”.
Podczas protestów w 2021 w Tunezji UGTT początkowo poparło autogolpe prezydenta Kajsa Su’ajjida, lecz z czasem stosunki między nimi uległy pogorszeniu. Centrala wielokrotnie wyrażała obawy dotyczące działań Su’ajjida, jako naruszających w ochronę praw i wolności.